# إدوارد هاول
إدوارد هاول (بالإنجليزية: Edward Howell (politician))‏ (و. 1792 – 1871 م) هو سياسي، ومحامي من الولايات المتحدة الأمريكية.
وهو عضو في الحزب الديمقراطي الأمريكي.